# Polska na Zimowych Igrzyskach Paraolimpijskich 2006
Reprezentacja Polski na Zimowych Igrzyskach Paraolimpijskich 2006 liczyła 11 sportowców.

## Medale

### Złoto
Narciarstwo klasyczne (biathlon i biegi narciarskie)
12 marca: Katarzyna Rogowiec, biegi narciarskie, 5 km kobiet stojąc
19 marca: Katarzyna Rogowiec, biegi narciarskie, 15 km kobiet stojąc

## Kadra

### Naciarstwo alpejskie
- Bogdan Mirski

slalom stojąc - 40 miejsce
slalom gigant stojąc - 39 miejsce
- Łukasz Szeliga

slalom stojąc - dyskwalifikacja
slalom gigant stojąc - 49 miejsce
- Jarosław Rola

slalom siadząc - 10 miejsce
slalom gigant siedząc - 27 miejsce

### Biegi narciarskie/Biathlon
- Grażyna Groń
- Katarzyna Rogowiec

Biathlon, 12,5 km - 6 miejsce
Biathlon, 7,5 km - 7 miejsce
Biegi narciarskie, 15 km - 1 miejsce 
Biegi narciarskie, 10 km - 4 miejsce
Biegi narciarskie, 5 km - 1 miejsce 
- Anna Szarota
- Jan Kołodziej
- Wiesław Fiedor
- Robert Wątor
- Kamil Rosiek